# Norbert Wagenbrett

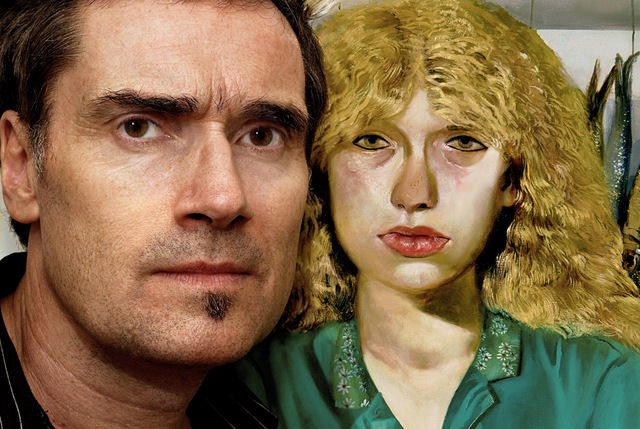
Norbert Wagenbrett vor "Fischverkäuferin" (Detail)

Norbert Wagenbrett (* 7. November 1954 in Leipzig) ist ein deutscher Maler und Grafiker in der Tradition veristischer Menschenbildnisse.

## Leben
Norbert Wagenbrett wurde als zweites Kind des Ingenieurs Gerhard Wagenbrett und seiner Frau Annemarie Wagenbrett, geb. Graichen, geboren. Er wuchs gemeinsam mit seiner Schwester Ute in Leipzig auf.
Von 1970 bis 1972 absolvierte er eine Lehre als Offsetretuscheur im Leipziger Druckhaus. Nach dem Wehrdienst arbeitete er als Fertigungstechnologe und Fotooperateur in Leipziger Druckereien und als Beleuchter an der Leipziger Oper.
Nachdem er seit 1970 an der Hochschule für Grafik und Buchkunst Leipzig die Abendakademie besucht hatte, studierte er dort ab 1977 bei Arno Rink, Wolfgang Peuker, Volker Stelzmann und Sighard Gille und erwarb 1982 das Diplom im Fach Malerei mit Auszeichnung. Anschließend war er freischaffend in Halle (Saale) und Leipzig tätig. Von 1986 bis 1988 war er Meisterschüler bei Willi Sitte.
Studienreisen führten ihn in den 1980er Jahren nach Sibirien, später nach Italien und Griechenland.
Norbert Wagenbrett hat drei Kinder. Er lebt und arbeitet in Leipzig.

## Mitgliedschaften (mutmaßlich unvollständig)
- bis 1990: Verband Bildender Künstler der DDR
- ab 1990: Künstlersonderbund Deutschland (nicht mehr Mitglied)

## Ehrungen
- 1987 Irene- und Peter Ludwig Preis, Wien.

## Werk
Wagenbrett wendet sich seit den frühen 1980er Jahren fast ausschließlich dem Bild des Menschen zu. Im Antlitz seiner Modelle sucht er nach dem Unverwechselbaren, dem Einzigartigen und kommt mit malerischer Prägnanz seinem Gegenüber sehr nah. Sein Verismus zeigt die natürliche Unvollkommenheit der porträtierten Zeitgenossen und bedient sich der Überzeichnung nicht aus.
Über seine Arbeit als Maler, als „Menschensucher“, sagt Norbert Wagenbrett selbst:

„Ich gehe zu den Menschen und suche ihre Träume und finde ihre Ängste, finde Ebenen der Gemeinsamkeit, finde Bilder, es sind Bilder dieser Menschen, unendlich einmalig, mit keinem Objekt auf der Welt vergleichbar, und doch, im alltäglichen, öffentlichen Leben scheinen die Gesichter sich zu ähneln, einander gleich zu werden und zu verschmelzen, wie die Gedanken, die nicht mehr die eigenen sind.“
Er selbst nennt seine Arbeiten allerdings lieber Bildnisse statt Porträts, denn sie gehen über die Porträtmalerei hinaus, spiegeln mehr als nur das Sichtbare wider. Das gemalte Bild bedeutet keine Reproduktion des Menschen in einem anderen Material, sondern zeigt ein neues Wesen, „das andere Selbst“, auf das durch den Entstehungsprozess über Emotion, Phantasie, Kreativität und Technik des Malers auch ein Teil von ihm übergegangen ist.
Norbert Wagenbrett: „Das Gesicht der Gesellschaft ist nicht das Gesicht des Einzelnen. Wer nicht sein möchte, wie er ist, sucht Gemeinschaft. Das Gesicht unter der Maske kennt niemand. Wenn das Wesen durch die Maske dringt und wie ein wärmendes Licht aus dem Inneren erscheint, wird Unendlichkeit in der Wirklichkeit sichtbar.“

## Museen und öffentlichen Sammlungen mit Werken Wagenbretts
- Beeskow, Museum Utopie und Alltag: Kunstarchiv Beeskow
- Delden (NL), Museum No Hero
- Frankfurt am Main, „Haus des Buches“ des Börsenverein des Deutschen Buchhandels
- Frankfurt (Oder), Brandenburgisches Landesmuseum für moderne Kunst
- Halle (Saale), Dokumentationsstelle zur Erfassung von Kulturvermögen des Landes Sachsen-Anhalt
- Halle (Saale), Kulturstiftung Sachsen-Anhalt, Kunstmuseum Moritzburg Halle (Saale)
- Halle (Saale), Stadtmuseum Halle
- Karlsruhe, Sammlung der EnBW Energie Baden-Württemberg AG
- Leipzig, Erich-Loest-Archiv der Kultur- und Umweltstiftung Leipziger Land der Sparkasse Leipzig
- Leipzig, Kunstsammlung der Sparkasse Leipzig[5]
- Leipzig, Museum der bildenden Künste Leipzig
- Oberhausen, Ludwig-Galerie Schloss Oberhausen[6]
- Putbus, Kulturstiftung Rügen
- San Marino (SM), Galleria Nazionale d’Arte Moderna
- Schramberg, Stadtmuseum im Schloss

## Gemälde (Auswahl)
- Begegnung, 1984. Kulturstiftung Sachsen-Anhalt, Kunstmuseum Moritzburg Halle (Saale)
- Fischverkäuferin, 1984. Sammlung der EnBW Energie Baden-Württemberg AG
- Mädchen auf der Straße, 1987. Sammlung Ludwig, Leihgabe der Peter und Irene Ludwig Stiftung an das Museum der bildenden Künste Leipzig
- Sieben Bilder zur Geschichte der Sowjetunion, 1989/90. Kunstarchiv Beeskow
- Porträt Verleger Ernst Klett der Jüngere, 1998
- Bildnis Matthias Goerne, 1999
- Porträt Erich Loest, 1999
- Bildnis Wolfram Dix, 2011

## Ausstellungen (unvollständig)
- 1988 43. Venedig, Biennale
- 1995 Paris, FIAC
- 1996 Art Frankfurt
- 2011–2014 art Karlsruhe
- 2014 Berlin, Uferhallen. Krieg und Frieden
- 2020 Leipzig, Museum der bildenden Künste: Norbert Wagenbrett. Vor den Masken

Und weitere zahlreiche Einzel- und Gruppenausstellungen im In- und Ausland, darunter 1987/1988 die X. Kunstausstellung der DDR in Dresden.